# 美国国家航空 (1977年)
这是除去1943年成立的美国国家航空外第二家同名的航空公司。这家“美国国家航空”存在于1977年到1986年间。

## 历史
1982年，该航空公司获准运营班机业务，因此该公司从泛美世界航空购买了“国家航空”的名字，希望以新名字来运营纽约飞往巴黎的航线。不过，这条航线从未真正运营过，仅仅作为包机业务短暂运营过。之后几年，公司面临着严重的财政问题，随后于1985年12月停止了运营。1986年5月，这家历史上第二家名叫“美国国家航空”的航空公司申请破产。

## 机队
- 1架波音747